# Авај ан Шатлеро
Авај ан Шатлеро (фр. Availles-en-Châtellerault) насеље је и општина у западној Француској у региону Поату-Шарант, у департману Вијена која припада префектури Шателро.
По подацима из 2011. године у општини је живело 1.627 становника, а густина насељености је износила 105,24 становника/km². Општина се простире на површини од 15,46 km². Налази се на средњој надморској висини од 70 метара (максималној 135 m, а минималној 47 m).

## Демографија
| 1962. | 1968. | 1975. | 1982. | 1990. | 1999. | 2011. |
| ----- | ----- | ----- | ----- | ----- | ----- | ----- |
| 675   | 680   | 902   | 1.066 | 1.175 | 1.226 | 1.627 |

График промене броја становника у току последњих година